# 2008 en athlétisme
Cette page présente les principaux évènements survenus entre le 1er janvier et le 31 décembre 2008 en athlétisme.

## Événements

### Janvier
- 18 janvier : Haile Gebreselassie remporte le marathon de Dubaï sous le temps de 2 h 00 min 53 s, échouant à 27 secondes de son propre record du monde.
- 20 janvier : l'ougandais Moses Kipsiro remporte le cross Italica de Séville.
- 25 janvier : l'athlète turque Süreyya Ayhan est suspendue à vie à la suite d'un deuxième contrôle positif[1]. La vice-championne du monde du 1 500 m des Championnats du monde d'athlétisme 2003 à Paris avait déjà été suspendue 2 ans en 2005.

### Février
- 15 au 17 février : Championnats de France élite en salle à Bordeaux.
- 24 février : Olga Kaniskina bat le record du monde du 20 km marche en 1 h 25 min 11 s lors des championnats de Russie.

### Mars
- 7 au 9 mars : Championnats du monde en salle à Valence. La russe Yelena Soboleva bat le record du monde en salle du 1 500 mètres en 3 min 57 s 71. Le chinois Liu Xiang s'impose sur le 60 mètres haies en 7 s 46.
- 30 mars : l'Éthiopien Kenenisa Bekele remporte les championnats du monde de cross-country à Édimbourg. Chez les dames, la victoire revient à sa compatriote Tirunesh Dibaba.

### Mai
- 31 mai : le jamaïcain Usain Bolt améliore le record du monde du 100 m en 9,72 s lors du meeting de New York. Le précédent record était détenu par son compatriote Asafa Powell.

### Juin
- 6 juin : l'éthiopienne Tirunesh Dibaba bat le record du monde du 5 000 m en 14 min 11 s 15 lors du deuxième meeting de la Golden League à Oslo. Elle améliore la précédente marque détenue depuis 2007 par sa compatriote Meseret Defar de plus de 5 secondes (14 min 16 s 63).
- 12 juin : le cubain Dayron Robles améliore le record du monde du 110 m haies d'un centième lors du Grand Prix d'Ostrava. Avec un temps de 12 s 87, il efface des tablettes le précédent record du Chinois Liu Xiang.
- 22 juin : à la 29e coupe d'Europe des nations d'athlétisme à Annecy, la Grande-Bretagne s'impose chez les hommes, tandis que la Russie vainc pour la 12e fois consécutive chez les femmes.

### Juillet
- 11 juillet : la perchiste russe Yelena Isinbayeva améliore son record du monde du saut à la perche en effaçant 5,03 m lors du meeting de Rome.  Deux semaines plus tard, le 30 juillet, elle ré-améliore son record avec 5,04 m lors du Meeting Herculis de Monaco.

### Août
- 2 août : le CIO officialise la disqualification du relais 4 × 400 m américain des Jeux olympiques de Sydney de l'an 2000.
- 16 août : le jamaïcain Usain Bolt établit un nouveau record du monde du 100 m en 9 s 69 lors de la finale des Jeux olympiques de Pékin.
- 18 août : Yelena Isinbayeva remporte son deuxième titre olympique en battant le record du monde avec 5,05 m.
- 20 août : Usain Bolt réalise le premier doublé 100 m/200 m depuis Carl Lewis en 1984 et bat par la même occasion le record du monde de Michael Johnson (19 s 32) avec 19 s 30.
- 22 août : l'équipe jamaïcaine masculine du relais 4 × 100 m bat le record du monde propriété des Américains depuis 1992, avec un temps de 37 s 10 contre 37 s 40.

### Octobre
- 13 octobre : le Marathon de Chicago est remporté par le kényan Evans Cheruiyot en 2 h 06 min  25 s.
- 20 octobre : le sprinteur américain Tim Montgomery est condamné à 5 ans de prison pour trafic de drogue. Il avait déjà été condamné à la suite de sa mise en cause dans l'affaire de dopage du laboratoire Balco.

### Novembre
- 2 novembre : la Britannique Paula Radcliffe remporte le marathon de New York en 2 h 23 min 56 s. Il s'agit de sa troisième victoire sur cette épreuve.
- 8 novembre : décès de Larry James, double médaillé aux Jeux olympiques d'été de 1968 à Mexico, des suites d'un cancer.
- 23 novembre : le triple champion olympique Usain Bolt est désigné athlète de l'année 2008 par l'IAAF. La perchiste Yelena Isinbayeva est récompensée chez les femmes.

## Compétitions

### Mondiales
| Compétition                            | Lieu           | Date             |
| -------------------------------------- | -------------- | ---------------- |
| Championnats du monde en salle         | Valence        | 7 - 9 mars       |
| Championnats du monde de cross         | Édimbourg      | 30 mars          |
| Coupe du monde de marche               | Tcheboksary    | 10 - 11 mai      |
| Championnats ibéro-américains          | Iquique        | 13 - 15 juin     |
| Championnats du monde junior           | Bydgoszcz      | 8 - 13 juillet   |
| Jeux olympiques                        | Pékin          | 15 - 24 août     |
| Jeux paralympiques                     | Pékin          | 8 - 17 septembre |
| Championnats du monde de semi-marathon | Rio de Janeiro | 12 octobre       |

### Continentales

#### Asie
| Compétition                  | Lieu | Date            |
| ---------------------------- | ---- | --------------- |
| Championnats d'Asie en salle | Doha | 14 - 16 février |

#### Afrique
| Compétition            | Lieu        | Date             |
| ---------------------- | ----------- | ---------------- |
| Championnats d'Afrique | Addis-Abeba | 30 avril - 4 mai |

#### Amérique du Nord, Centrale et des Caraïbes
| Compétition                                      | Lieu    | Date            |
| ------------------------------------------------ | ------- | --------------- |
| Championnats NACAC de cross-country              | Floride | 1er mars        |
| Championnats d'Amérique centrale et des Caraïbes | Cali    | 4 - 6 juillet   |
| Championnats NACAC espoirs                       | Toluca  | 18 - 20 juillet |

#### Amérique du Sud
Il n'y a eu aucune compétition continentale en Amérique du Sud lors de l'année 2008.

#### Europe
| Compétition                          | Lieu    | Date         |
| ------------------------------------ | ------- | ------------ |
| Coupe d'Europe hivernale des lancers | Split   | 15 - 16 mars |
| Coupe d'Europe des nations en salle  | Moscou  | 16 février   |
| Coupe d'Europe des nations           | Annecy  | 21 - 22 juin |
| Coupe d'Europe d'épreuves combinées  | Hengelo | 28 - 29 juin |

#### Océanie
| Compétition            | Lieu   | Date         |
| ---------------------- | ------ | ------------ |
| Championnats d'Océanie | Saipan | 25 - 28 juin |

### Grands meetings

#### Golden League
- 1er juin : Meeting de Berlin
- 6 juin : Meeting d'Oslo
- 11 juillet : Meeting de Rome
- 18 juillet : Meeting Gaz de France
- 29 août: Meeting de Zurich
- 5 septembre : Meeting de Bruxelles

#### Super Grand prix
- 9 mai : Meeting de Doha
- 22 juillet : Meeting de Stockholm
- 25 juillet : Meeting de Londres
- 29 juillet : Meeting de Monaco
- 2 septembre : Meeting de Lausanne

#### Grand Prix I
- 21 février : Meeting de Melbourne
- 10 mai : Meeting d'Osaka
- 17 mai : Meeting de Dakar
- 24 mai : Meeting d'Hengelo
- 25 mai : Meeting de Belem
- 31 mai : Meeting de New York
- 8 juin : Meeting d'Eugene
- 12 juin : Meeting d'Ostrava
- 5 juillet : Meeting de Madrid
- 13 juillet : Meeting d'Athènes
- 31 août : Meeting de Gateshead
- 7 septembre : Meeting de Rieti
- 9 septembre : Meeting de Zagreb
- 13 septembre : Finale du Grand Prix

## Records battus en 2008

### Records du monde

#### En plein air
Ce tableau récapitule les records du monde en plein air battus en 2008 :
| Épreuve               | Athlète                                                      | Résultat        | Lieu       | Date              |
| Hommes                | Hommes                                                       | Hommes          | Hommes     | Hommes            |
| --------------------- | ------------------------------------------------------------ | --------------- | ---------- | ----------------- |
| 100 mètres            | Usain Bolt                                                   | 9 s 69          | Pékin      | 16 août 2008      |
| 200 mètres            | Usain Bolt                                                   | 19 s 30         | Pékin      | 20 août 2008      |
| Marathon              | Haile Gebreselassie                                          | 2 h 03 min 59 s | Berlin     | 28 septembre 2008 |
| 110 mètres haies      | Dayron Robles                                                | 12 s 87         | Ostrava    | 12 juin 2008      |
| 50 kilomètres marche  | Denis Nizhegorodov                                           | 3 h 34 min 14 s | Cheboksary | 11 mai 2008       |
| Relais 4 × 100 mètres | Jamaïque Nesta Carter Michael Frater Usain Bolt Asafa Powell | 37 s 10         | Pékin      | 22 août 2008      |
| Femmes                |                                                              |                 |            |                   |
| 5 000 mètres          | Tirunesh Dibaba                                              | 14 min 11 s 15  | Oslo       | 6 juin 2008       |
| Heure                 | Dire Tune                                                    | 18,517 m        | Ostrava    | 12 juin 2008      |
| 3 000 mètres steeple  | Gulnara Galkina                                              | 8 min 58 s 81   | Pékin      | 17 août 2008      |
| Saut à la perche      | Yelena Isinbayeva                                            | 5,05 m          | Pékin      | 18 août 2008      |
| Lancer du javelot     | Barbora Špotáková                                            | 72,28 m         | Stuttgart  | 13 septembre 2008 |

#### En salle
Ce tableau récapitule les records du monde en salle battus en 2008 :
| Épreuve          | Athlète           | Résultat | Lieu      | Date            |
| ---------------- | ----------------- | -------- | --------- | --------------- |
| Femmes           |                   |          |           |                 |
| 60 mètres haies  | Susanna Kallur    | 7 s 68   | Karlsruhe | 10 février 2008 |
| Saut à la perche | Yelena Isinbayeva | 4,95 m   | Donetsk   | 16 février 2008 |

## Meilleures performances mondiales de l'année

### Hommes
Ce tableau retrace les meilleures performances de l'année indoor/outdoor confondus chez les hommes :
| Épreuve               | Performance       | Athlète                                                               |
| --------------------- | ----------------- | --------------------------------------------------------------------- |
| 50 mètres             | 5 s 76            | Nicolas Macrozonaris                                                  |
| 60 mètres             | 6 s 51            | Olusoji Fasuba                                                        |
| 100 mètres            | 9 s 69            | Usain Bolt                                                            |
| 200 mètres            | 19 s 30           | Usain Bolt                                                            |
| 400 mètres            | 43 s 75           | LaShawn Merritt                                                       |
| 800 mètres            | 1 min 42 s 69     | Abubaker Kaki                                                         |
| 1000 mètres           | 2 min 15 s 77     | Abubaker Kaki                                                         |
| 1500 mètres           | 3 min 31 s 49     | Daniel Kipchirchir Komen                                              |
| Mile                  | 3 min 49 s 38     | Andrew Baddeley                                                       |
| 2000 mètres           | 5 min 03 s 73     | Bayron Piedra                                                         |
| 3 000 mètres          | 7 min 31 s 09     | Tariku Bekele                                                         |
| 5 000 mètres          | 12 min 50 s 18    | Kenenisa Bekele                                                       |
| 10 000 mètres         | 26 min 25 s 97    | Kenenisa Bekele                                                       |
| 10 kilomètres         | 27 min 22 s       | Moses Ndiema Masai                                                    |
| 15 kilomètres         | 42 min 02 s       | Zersenay Tadesse                                                      |
| 20 kilomètres         | 56 min 45 s       | Zersenay Tadesse                                                      |
| Semi-marathon         | 59 min 15 s       | Haile Gebreselassie                                                   |
| 25 kilomètres         | 1 h 13 min 04 s   | Haile Gebreselassie                                                   |
| 30 kilomètres         | 1 h 28 min 01 s   | Haile Gebreselassie                                                   |
| Marathon              | 2 h 03 min 59 s   | Haile Gebreselassie                                                   |
| 100 kilomètres        | 6 h 37 min 41 s   | Giorgio Calcaterra                                                    |
| 50 mètres haies       | 6 s 39            | Dayron Robles                                                         |
| 60 mètres haies       | 7 s 33            | Dayron Robles                                                         |
| 110 mètres haies      | 12 s 87           | Dayron Robles                                                         |
| 400 mètres haies      | 47 s 25           | Angelo Taylor                                                         |
| 3000 mètres steeple   | 8 min 00 s 57     | Paul Kipsiele Koech                                                   |
| Saut en longueur      | 8,73 m            | Irving Saladino                                                       |
| Triple saut           | 17,75 m           | Phillips Idowu                                                        |
| Saut en hauteur       | 2,38 m            | Yaroslav Rybakov Andrey Silnov                                        |
| Saut à la perche      | 6,04 m            | Brad Walker                                                           |
| Lancer du poids       | 22,40 m           | Adam Nelson                                                           |
| Lancer du disque      | 71,88 m           | Gerd Kanter                                                           |
| Lancer du marteau     | 84,51 m           | Ivan Tsikhan                                                          |
| Lancer du javelot     | 90,57 m           | Andreas Thorkildsen                                                   |
| Heptathlon            | 6 371 points      | Bryan Clay                                                            |
| Décathlon             | 8 832 points      | Bryan Clay                                                            |
| 5000 mètres marche    | 18 min 33 s 06    | Ivano Brugnetti                                                       |
| 20000 mètres marche   | 1 h 20 min 54 s 9 | Jefferson Pérez                                                       |
| 20 kilomètres marche  | 1 h 16 min 43 s   | Sergey Morozov                                                        |
| 50000 mètres marche   | 3 h 52 min 41 s 0 | Tim Berrett                                                           |
| 50 kilomètres marche  | 3 h 34 min 14 s   | Denis Nizhegorodov                                                    |
| Relais 4 × 100 mètres | 37 s 10           | Jamaïque Nesta Carter Michael Frater Usain Bolt Asafa Powell          |
| Relais 4 × 200 mètres | 1 min 21 s 52     | Université du Tennessee                                               |
| Relais 4 × 400 mètres | 2 min 55 s 39     | États-Unis LaShawn Merritt Angelo Taylor David Neville Jeremy Wariner |
| Relais 4 × 800 mètres | 7 min 15 s 77     | Russie                                                                |

### Femmes
| Épreuve               | Performance       | Athlète                 |
| --------------------- | ----------------- | ----------------------- |
| 50 mètres             | 6 s 23            | Christine Arron         |
| 60 mètres             | 7 s 06            | Angela Williams         |
| 100 mètres            | 10 s 78           | Shelly-Ann Fraser       |
| 200 mètres            | 21 s 74           | Veronica Campbell-Brown |
| 400 mètres            | 49 s 62           | Christine Ohuruogu      |
| 800 mètres            | 1 min 54 s 01     | Pamela Jelimo           |
| 1000 mètres           | 2 min 37 s 63     | Yekaterina Martynova    |
| 1500 mètres           | 3 min 59 s 75     | Gelete Burka            |
| Mile                  | 4 min 18 s 23     | Gelete Burka            |
| 2000 mètres           | 5 min 42 s 95     | Anna Alminova           |
| 3 000 mètres          | 8 min 27 s 93     | Meseret Defar           |
| 5 000 mètres          | 14 min 11 s 15    | Tirunesh Dibaba         |
| 10 000 mètres         | 29 min 54 s 66    | Tirunesh Dibaba         |
| 10 kilomètres         | 30 min 57 s       | Irina Mikitenko         |
| 15 kilomètres         | 46 min 57 s       | Mestawet Tufa           |
| 20 kilomètres         | 1 h 04 min 19 s   | Sally Kipyego           |
| Heure                 | 18,517 m          | Dire Tune               |
| Semi-marathon         | 1 h 07 min 57 s   | Philes Moora Ongori     |
| 25 kilomètres         | 1 h 22 min 50 s   | Askale Tafa             |
| 30 kilomètres         | 1 h 39 min 36 s   | Irina Mikitenko         |
| Marathon              | 2 h 19 min 19 s   | Irina Mikitenko         |
| 100 kilomètres        | 7 h 23 min 33 s   | Tatiana Zhyrkova        |
| 50 mètres haies       | 6 s 67            | Susanna Kallur          |
| 60 mètres haies       | 7 s 68            | Susanna Kallur          |
| 100 mètres haies      | 12 s 43           | Lolo Jones              |
| 400 mètres haies      | 52 s 64           | Melaine Walker          |
| 3000 mètres steeple   | 8 min 58 s 81     | Gulnara Galkina         |
| Saut en hauteur       | 2,06 m            | Blanka Vlašić           |
| Saut à la perche      | 5,05 m            | Yelena Isinbayeva       |
| Saut en longueur      | 7,12 m            | Naide Gomes             |
| Triple saut           | 15,39 m           | Françoise Mbango Etone  |
| Lancer du poids       | 20,98 m           | Nadzeya Astapchuk       |
| Lancer du disque      | 67,89 m           | Iryna Yatchanka         |
| Lancer du marteau     | 77,32 m           | Aksana Miankova         |
| Lancer du javelot     | 72,28 m           | Barbora Špotáková       |
| Pentathlon            | 4 867 points      | Tia Hellebaut           |
| Heptathlon            | 6 733 points      | Nataliya Dobrynska      |
| Décathlon             | 6 596 points      | Ada Salgarella          |
| 3000 mètres marche    | 12 min 10 s 23    | Elisa Rigaudo           |
| 10000 mètres marche   | 43 min 08 s 17    | Ana Cabecinha           |
| 20000 mètres marche   | 1 h 36 min 18 s 0 | Teresa Vaill            |
| 20 kilomètres marche  | 1 h 25 min 11 s   | Olga Kaniskina          |
| Relais 4 × 100 mètres | 42 s 24           | Jamaïque                |
| Relais 4 × 200 mètres | 1 min 30 s 96     | États-Unis              |
| Relais 4 × 400 mètres | 3 min 18 s 54     | États-Unis              |
| Relais 4 × 800 mètres | 8 min 14 s 53     | Russie                  |

## Décès
- 1er janvier 2008 : Lucas Sang, 46 ans, athlète kényan.
- 7 janvier 2008 : Maryvonne Dupureur, 70 ans, athlète française.
- 21 janvier 2008 : Wesley Ngetich, 34 ans, marathonien kényan.
- 6 novembre 2008 : Larry James, 61 ans, athlète américain double médaillé lors des Jeux olympiques de 1968.
- 14 novembre 2008 : Tsvetanka Hristova, 46 ans, lanceuse de disque bulgare championne du monde en 1991.